# Trashiyangtse (Distrikt)
Trashiyangtse (གཡང་ཙེ) ist ein im Nordosten des Königreichs Bhutan gelegener Distrikt. Die Hauptstadt ist die gleichnamige Stadt Trashiyangtse. Der Distrikt umfasst ein Gebiet von 1437 km². In ihm leben 17.300  Menschen (Stand: 2017). Im Norden reicht der Distrikt bis zum 6441 m hohen Garula Kang. Der niedrigste Punkt im Distrikt liegt auf etwa 1000 m ü. NN. Der Fluss Kulong Chhu durchquert das Gebiet in südlicher Richtung und mündet im Süden des Distrikts in den nach Südwesten fließenden Drangme Chhu.
Bis 1992 gehörte das Gebiet von Trashiyangtse zum Distrikt Trashigang, erst dann wurde es in einen eigenständigen Distrikt umgewandelt.

## Gliederung
Trashiyangtse ist eingeteilt in acht Gewogs:
- Bumdeling Gewog
- Jamkhar Gewog
- Khamdang Gewog
- Ramjar Gewog
- Toetsho Gewog
- Tomzhangtshen Gewog
- Trashiyangtse Gewog
- Yalang Gewog